# Staševica
Staševica falu Horvátországban, Dubrovnik-Neretva megyében. Közigazgatásilag Pločéhez tartozik.

## Fekvése
Makarskától légvonalban 36, közúton 47 km-re délkeletre, községközpontjától légvonalban 9, közúton 12 km-re északra a Pločéról Vrgorac felé menő út mentén fekszik. A tenger irányában a Biokovo-hegység határolja, míg északi része sík mező, ahol egykor tó vize hullámzott, ezért ezt a területet régen Podjezerjének nevezték. A hegyes területen nemrég még több település, Baranovac, Brista, Grnčenik, Jozetine, Pasičina, Polutine, Rupe, Trnova és mások feküdtek. Ezeknek a lakossága az 1962-es földrengés után áttelepült a mező területére, így hozva létre a mai Staševicát. A mező széle mentén egy kis patak, a Matica folyik, melyen híd ível át.

## Története
Az itt található régészeti lelőhelyek, a számos halomsír tanúsága szerint ez a vidék már az ókorban is lakott volt. A térség első ismert népe az illírek egyik törzse a dalmátok voltak, akik a magaslatokon épített, jól védhető erődített településeikben laktak. A rómaiak hosszú ideig tartó harcok után csak az 1. században hódították meg ezt a vidéket. Az illírek elleni 9-ben aratott végső győzelem után békésebb idők következtek, de a római kultúra csak érintőleges hatással volt erre a térségre. A rómaiak idejéből származik az 5. században épített, a sirmiumi vértanú, Szent Anasztázia tiszteletére szentelt ókeresztény bazilika maradványa. A későbbi Staševicát is erről a templomról (sv. Staš) nevezték el. 
A horvát törzsek a 7. század végén és a 8. század elején telepedtek le itt, ezután területe a neretvánok kenézségének Paganiának a részét képezte. A középkorból sírkövek és sírkőlapok tanúskodnak arról, hogy itt ebben az időben is folyamatosan emberi települések voltak. A török a 15. század második felében szállta meg ezt a vidéket, mely 1690 körül szabadult fel végleg a több mint kétszáz éves iga alól. A török uralom idején a hívek lelki szolgálatát a zaostrogi ferencesek látták el. A település területe annak a podjezerjai plébániának a része volt, amelynek területe akkor Umčanitól Norinska kuláig tartott magába foglalva a Neretva jobb partját is. A török megszállás után a terület a Velencei Köztársaság része lett. A 18. század elején a plébánia központja Bristán volt. 1733-ban Stjepan Blašković makarskai püspök Brista, Pasičina, Grnčeniki és Umčani falvakból új plébániát akart alapítani, de az csak 1760-ban jött létre. 
A velencei uralomnak 1797-ben vége szakadt és osztrák csapatok vonultak be Dalmáciába. 1806-ban az osztrákokat legyőző franciák uralma alá került, de Napóleon lipcsei veresége után, 1813-ban újra az osztrákoké lett. 1857-ben 566, 1910-ben 991 lakosa volt. 1918-ban az új Szlovén–Horvát–Szerb Állam, majd később Jugoszlávia birtoka lett. A második világháború idején a Független Horvát Állam része volt. Az 1962-es földrengés után megindult a hegyi települések lakosságának átköltözése a sík területekre, amit az is lehetővé tett, hogy Vrgoraci tavat még 1920 és 1941 között kiszárították. Ebben nagy érdemei voltak Ante Gnječ plébánosnak. A településnek 2011-ben 902 lakosa volt.

## Népesség
| Lakosság változása | Lakosság változása | Lakosság változása | Lakosság változása | Lakosság változása | Lakosság változása | Lakosság változása | Lakosság változása | Lakosság változása | Lakosság változása | Lakosság változása | Lakosság változása | Lakosság változása | Lakosság változása | Lakosság változása | Lakosság változása |
| ------------------ | ------------------ | ------------------ | ------------------ | ------------------ | ------------------ | ------------------ | ------------------ | ------------------ | ------------------ | ------------------ | ------------------ | ------------------ | ------------------ | ------------------ | ------------------ |
| 1857               | 1869               | 1880               | 1890               | 1900               | 1910               | 1921               | 1931               | 1948               | 1953               | 1961               | 1971               | 1981               | 1991               | 2001               | 2011               |
| 566                | 578                | 654                | 776                | 890                | 991                | 1.009              | 1.013              | 913                | 970                | 1.013              | 999                | 902                | 1.112              | 918                | 902                |

## Nevezetességek
- Szent Anasztázia (Staša) tiszteletére szentelt új plébániatemploma, amint az a bejárat feletti márványtáblán olvasható 1979-ben épült. Harangtornyát 1990-ben építették. 2006-ban átrendezték a szentélyt, az oltár mögé triptichont helyeztek Szent Anasztázia, boldog Alojzije Stepinac és Isten szolgája, Ante Antić atya alakjával. A triptichon Branimir Dorotić festőművész alkotása.

- A Mindenszentek tiszteletére szentelt régi plébániatemplom Bristán áll, 1733-ban építették egy lebontott Szent János-kápolna helyén. Egyhajós épület négyszögletes alaprajzzal, négyszögletes apszissal. A templomot egyedülálló stílusban építették homlokzatán süllyesztett kapuzattal, felette rózsaablakkal. Az oromzaton épített pengefalú harangtoronyban három harang lakik. A főoltár 1901-ben épült, rajta a Gyógyító Boldogasszony képe látható, mely a hagyomány szerint 1764-ből származik. A Lourdes-i Szűzanya oltára a barlanggal 1913-ban épült. A templomot 1997-ben felújították. Körülötte temető van számos régi sírkővel.
- A pasičinai Szent György-templom 1897-ben épült szépen faragott kövekből ötszögű apszissal. A homlokzata felett két harang számára épített harangtorony emelkedik. A nagyoltáron fából faragott tabernákulum, felette pedig Szent György 1900-ból származó képe található. A templomot 1997-ben, a harangtornyot 2005-ben újították fel. A település régi templomát 1773-ban említik, de bizonyosan ennél valamivel előbb építették, manapság temetőkápolnaként használják.
- A pasiki Páduai Szent Antal-templomot 1765-ben említik először. Homlokzata felett egy harang számára kialakított harangtorony látható. Szent Antal szobra 1901-ben került a templomba. A kommunista uralom idején a templom romos lett, tetőzete beszakadt. 1997/98-ban felújították megmentve ezzel a végső pusztulástól. A templom körüli temetőt 1968-ig használták.
- Grčeniken is állt egykor egy régi Szent János-templom, a mai Szent János-kápolnát 1913-ban építették. Az anyakönyvek említik a régi Szent Bertalan-templomot is, amelynek romjai Milušán találhatók körülötte régi sírkövekkel.

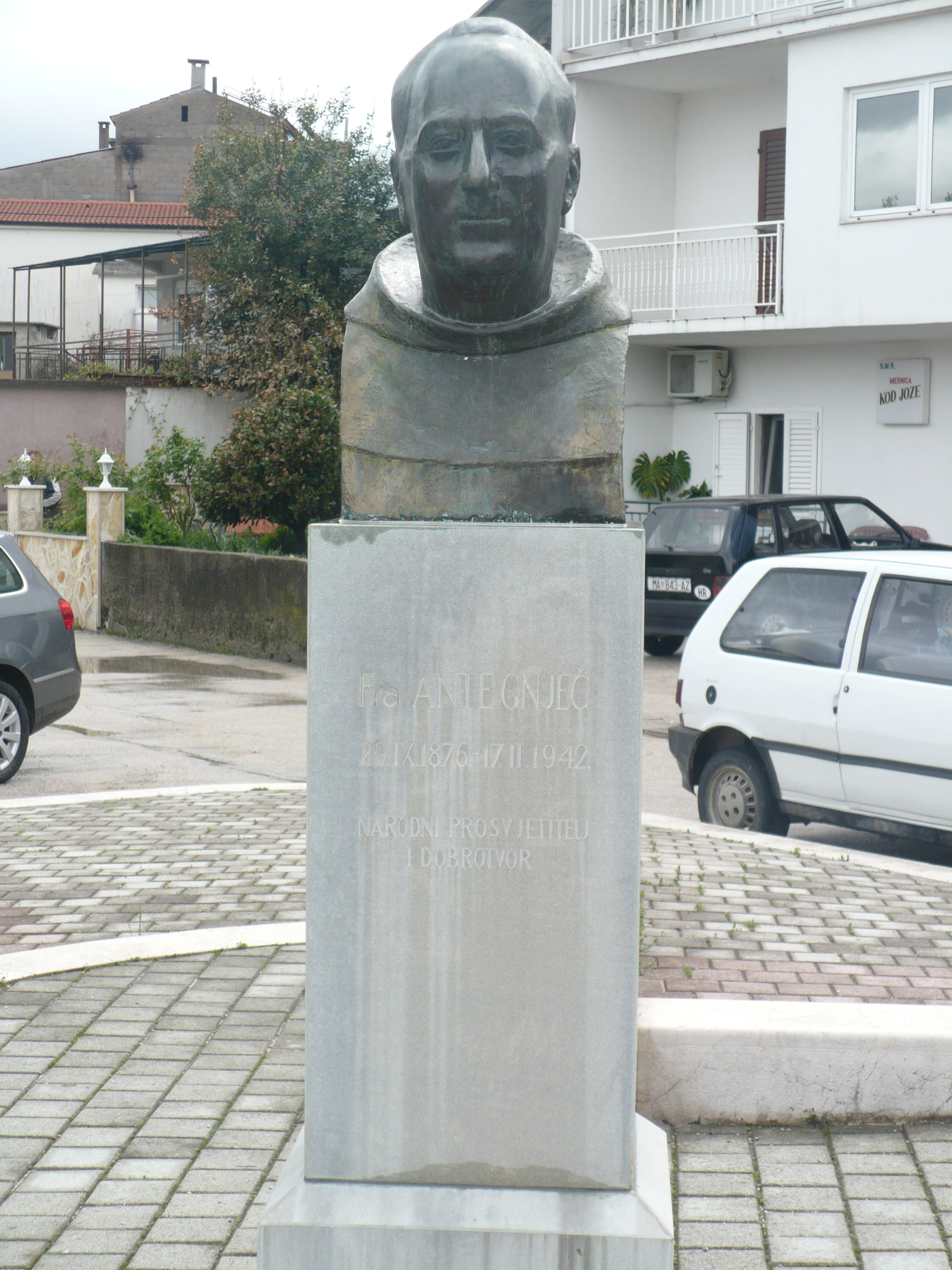
Ante Gnječ atya szobra a falu főterén

## Oktatás
Más településekhez hasonlóan a régi brista-pasičinai plébániának is volt népiskolája, ahova fiúk és lányok is járhattak. A tehetséges gyermekeket a plébánosok válogatták ki, írásra, olvasásra, számolásra tanították őket. Amikor 1920-ban Ante Gnječ atya szülőfalujába került lelkipásztornak, kezdetben folytatta ezt a gyakorlatot, de hamarosan iskolaépület létesítését határozta el. A lakosság csodálkozására azonban az iskola nem Pasičinán, hanem Staševicán épült fel. Felszentelése 1930. január 19-én történt, s rögtön 134 tanuló iratkozott be. Első tanára Mihovil Gojak volt. A II. világháború után hamarosan újraindult a tanítás, de az épület már túl kicsinek bizonyult. Ezért előbb a régi épületet bővítették, majd hosszas előkészületek után felépült az új iskola, melyet 1982-ben nyitottak meg. Az intézmény a település legnagyobb jótevőjének, az iskola egykori építőjének Ante Gnječ atyának a nevét vette fel, akiről a helyi teret is elnevezték.